# Poems and Problems
«Poems and Problems» (рус. Стихи и задачи) — двуязычный авторский сборник стихотворений русского и американского писателя В. В. Набокова, впервые опубликованный в 1970 году американским издательством McGraw-Hill. Сборник включает в себя русские стихи, их переводы на английский язык, английские стихи и шахматные задачи с решениями.

## Создание и публикация
Сборник основан на стихах, ранее созданных и опубликованных Владимиром Набоковым. Окончательный вариант сборника стал складываться в конце 1969 года. В начале декабря писатель счёл сборник «Стихи и задачи» вполне законченным и послал его издателю, но в течение следующих полутора месяцев, разбирая свой литературный архив, относящийся к 1920–1930 годам, он увидел, что забыл включить некоторые стихотворения.
Двуязычный авторский сборник стихов «Poems and Problems» Владимира Набокова был опубликован американским издательством McGraw-Hill в 1970 году. Это издание стало второй книгой писателя после романа «Ада» и третьим, изданным «Макгроу-Хилл», долгосрочный договор с которым был заключён на одиннадцать книг. Все стихотворения, вошедшие в этот сборник, уже были ранее опубликованы в 1959 году американской издательской компанией «Doubleday». Первое полное русскоязычное издание этого сборника появилось в 1991 году.

## Описание
Сборник включает в себя авторские предисловие и примечания к стихам, 39 стихотворений на русском языке (с переводом на английский), 14 стихотворений на английском и 18 шахматных задач с решениями. Писатель практически на протяжении всей жизни увлекался шахматами и неоднократно отмечал некоторое родство между шахматной композицией и литературным творчеством. По мнению исследователей, нельзя сказать, что задачи Набокова открыли в шахматной композиции что-либо новое, но они представляют несомненный интерес для понимания как его личности и интересов, так и его творчества, насыщенного многочисленными аллюзиями, отсылками к шахматам. Писатель и критик Элизабет Джейнуэй заметила, что проза Набокова насыщена миражами, словесными играми, ребусами и головоломками: «Он обожает составлять шахматные этюды, тайная цель которых — отвлечь от сути дела, причём не профанов, а кое-что смыслящих в теории шахматистов». Шахматные задачи Набокова неоднократно печатались в престижных изданиях, в том числе и в специализированном британском журнале «Проблемист». Некоторые из этих ранее опубликованных композиций вошли в состав сборника «Poems and Problems», включающий 18 шахматных задач, две из которых Набоков составил ещё до войны. В предисловии он писал, что считает оправданным включение шахматных задач в сборник, и характеризует шахматные композиции как имеющие те же достоинства, которые присущи всякому «достойному искусству». К числу близкородственных характеристик писатель отнёс: оригинальность, изобретательность, сжатость, гармонию, сложность и блестящее притворство. По его мнению:
Задачи — это поэзия шахмат, и эта поэзия, как всякая поэзия, подвержена смене направлений и различным конфликтам между старыми и новыми школами. Настоящая подборка из моих восемнадцати задач, сочинённых недавно, образует адекватное логическое заключение к моей позднейшей поэзии.

## Содержание
- Тридцать девять русских стихотворений:

|     | Английский                            | Русский                            |
| --- | ------------------------------------- | ---------------------------------- |
| 1.  | The Rain Has Flown                    | Дождь пролетел                     |
| 2.  | To Liberty                            | К свободе                          |
| 3.  | I Still keep Mute                     | Ещё безмолвствую и крепну я в тиши |
| 4.  | Hotel Room                            | Номер в гостинице                  |
| 5.  | Provence                              | Солнце                             |
| 6.  | La Bonne Lorraine                     |                                    |
| 7.  | The Blazon                            | Герб                               |
| 8.  | The Mother                            | Мать                               |
| 9.  | I Like That Mountain                  | Люблю я гору                       |
| 10. | The dream                             | Сновидение                         |
| 11. | The Snapshot                          | Снимок                             |
| 12. | In Paradise                           | В раю                              |
| 13. | The Execution                         | Расстрел                           |
| 14. | For Happiness the Lovers Cannot Sleep | От счастия влюбленному не спится   |
| 15. | Lilith                                | Лилит                              |
| 16. | The Muse                              | К музе                             |
| 17. | Soft Sound                            | Тихий шум                          |
| 18. | Snow                                  | Снег                               |
| 19. | The Formula                           | Формула                            |
| 20. | An Unfinished Draft                   | Неоконченный черновик              |
| 21. | Evening on Vacant Lot                 | Вечер на пустыре                   |
| 22. | The Madman                            | Безумец                            |
| 23. | How I Love You                        | Как я люблю тебя                   |
| 24. | L’Inconnue de la Sein                 | Незнакомка из Сены                 |
| 25. | At Sunset                             | На закате                          |
| 26. | We So Firmly Believed                 | Мы с тобой так верили              |
| 27. | What Happened Overnight               | Что за ночь с памятью случилось    |
| 28. | The Poets                             | Поэты                              |
| 29. | To Russia                             | К России                           |
| 30. | Oculus                                | Око                                |
| 31. | Fame                                  | Слава                              |
| 32. | The Paris Poem                        | Парижская поэма                    |
| 33. | No Matter How                         | Каким бы полотном батальным        |
| 34. | On Rulers                             | О правителях                       |
| 35. | To Prince S.M. Kachurin               | К князю С. М. Качурину             |
| 36. | A Day like Any Other                  | Был день как день                  |
| 37. | Irregular Iambics                     | Неправильные ямбы                  |
| 38. | What Is the Evil Deed                 | Какое сделал я дурное дело         |
| 39. | From the Gray North                   | С серого севера                    |

- Четырнадцать английских стихотворений

|    | English                      |
| -- | ---------------------------- |
| 1  | A Literary Dinner            |
| 2  | The Refrigeration Awakes     |
| 3  | A Discovery                  |
| 4  | The Poem                     |
| 5  | An Evening of Russian Poetry |
| 6  | The Room                     |
| 7  | Voluptates tactionum         |
| 8  | Restoration                  |
| 9  | The Poplar                   |
| 10 | Lines Written in Oregon      |
| 11 | Ode to a Model               |
| 12 | On Translating Eugene Onegin |
| 13 | Rain                         |
| 14 | The Ballad of Longwood Glen  |

## Критика
Сразу после опубликования сборник «Poems and Problems» практически не был замечен критикой. Американский поэт и критик Говард Немеров, автор одной из немногочисленных рецензий, счел книгу «своего рода сувениром для многочисленных читателей этого автора, свидетельством его разнообразных побочных увлечений». Отдав предпочтение русским стихам двадцатых-тридцатых годов, он отметил, что английские стихи Набокова «по большей части ловко и аккуратно скроены — не более того».
В целом, стихи Набокова на английском языке, как в этом сборнике, так и в других, мало привлекают внимание критики и считается, что они уступают его русским стихам и тем более прозе (что неоднократно подчёркивал и сам автор). Так, в предисловии к «Poems and Problems» Набоков писал, что его английские стихи менее насыщены, чем русские, что связано, видимо, с тем, что «в них нет внутренних словесных ассоциаций со старыми недоумениями и постоянного беспокойства мысли, которые свойственны стихотворениям, написанным на родном языке, когда изгнание непрерывно бормочет рядом и без разрешения, как дитя, дёргает за твои самые ржавые струны».
По мнению Филиппа Дюпре, стихи Набокова, прежде всего написанные на английском языке «неважные, в той степени, в какой стихи могут быть неважными» и всё же являются интересными. Критик Томас Экман считает, что лёгкость, недостаточную глубину английских стихов писателя можно объяснить тем, что они предназначались для еженедельника «Нью-Йоркер». По его мнению, разумеется, это не большая поэзия, но в этих стихах присутствуют «остроумие, изобретательность и подлинное владение языком», а основной составляющей этих «забавных английских стихотворений» является рифма, которой Набоков легко владеет.
Особый интерес набоковедов вызывает стихотворение «The Ballad of Longwood Glen» («Баллада Лонгвудской долины»), написанное летом 1953 года и опубликованное в журнале «Нью-Йоркер» лишь со второй попытки (New Yorker. 1957. Vol. 33. № 20 (6 July).). Первая редакция «Баллады...» была отвергнута, хотя сам Набоков считал это произведение лучшим своим англоязычным стихотворением, о чём неоднократно заявлял в письмах редактору «Нью-Йоркер» Кэтрин Уайт (от 16 февраля и 16 марта 1957 г.). В мартовском письме писателя содержится совет, как следует воспринимать эту лишь на первый взгляд шутливую балладу: «…„Баллада“ может Вам показаться причудливым гибридом Шагала и Бабушки Мозес. Но, прошу Вас, вглядитесь в неё попристальней, и перед Вашим пытливым взором выступят некоторые любопытные оттенки и скрытые узоры». По мнению набоковского биографа Брайана Бойда, «эта наивно-примитивная баллада — один из лучших образцов его поэзии». Как утверждал набоковед Н. Г. Мельников, «Не имея практически ничего общего с мрачными романтическими „страшилками“ (а именно с ними ассоциируется у нас жанр баллады), стихотворение Набокова своей стилистикой действительно напоминает празднично-яркие по колориту картины американской художницы-примитивистки: буколические пейзажи, густо заселенные плоскими, немного аляповатыми фигурками людей и животных. Однако, при всей своей юмористичной тональности и почти комиксовой образности, англоязычная “Баллада…” Набокова не менее серьезна, чем лучшие образцы его русскоязычной лирики второй половины тридцатых — начала сороковых годов. В гротескной истории об исчезновении кроткого подкаблучника-цветовода причудливо преломляются главные темы набоковского творчества: романтическое двоемирие, бегство от удушающей пошлости повседневности в прекрасное „далеко“, в чудесный, потусторонний мир мечты и творческого воображения. Едва ли случайно, что имя главного героя баллады — Art (в буквальном переводе — искусство, творчество)».